# Nekrolog 2. Quartal 1985
Nekrolog
◄◄
| ◄
| 1981
| 1982
| 1983
| 1984
| 1985 | 1986 | 1987 | 1988 | 1989 | ► | ►►
1. Quartal |
2. Quartal |
3. Quartal |
4. Quartal 1985
Weitere Ereignisse | Allgemeiner Nekrolog 1985
Die Beschreibung der verstorbenen Person sollte so kurz wie möglich gehalten sein und nur deren signifikante Tätigkeit(en) enthalten.
Neue Namen ggf. auch unter dem Geburts- und Sterbedatum, also etwa unter 1. Januar und im Geburts- und Sterbejahr (2024) eintragen (nur bei entsprechender großer Wichtigkeit). Für Beispiele siehe die schon vorhandenen Artikel.
Außerdem über die fünf zuletzt Verstorbenen, zu denen es einen ausreichend guten Artikel für eine Präsentation auf der Hauptseite gibt, nach der todesbedingten Überarbeitung der Artikel ggf. auch unter Wikipedia Diskussion:Hauptseite informieren und sie am besten auch in den anderen Wikipedia-Sprachversionen eintragen. Tipp: Regelmäßig bei news.google.de nach „ist tot“, „gestorben“ oder „verstorben“ suchen.
Wenn eine Person gestorben ist, gibt es viele Seiten zu dieser Person in der Wikipedia, die davon auch betroffen sind und entsprechend aktualisiert werden müssen. Beispiele: Namenübersichtsseite, Geburtsjahr, Geburtsort-Seiten und viele mehr.
Wie finde ich die betroffenen Seiten?
Im Suchfeld auf der linken Seite gibt man den Suchbegriff so ein: „Vorname Nachname“. Dann klickt man auf Volltext und alle Seiten mit entsprechendem Suchtext werden aufgerufen. Hier sieht man dann schnell, wo auch das Todesjahr Sinn macht oder sogar ein Teil des Artikels angepasst werden muss. Auch hilft das „Werkzeug“ auf der linken Seite sehr gut, um solche Seiten aufzufinden: „Links auf diese Seite“. Somit ist die Wikipedia wieder aktuell in allen Bereichen! Hinweis: bei Eintragung der Kategorie „Gestorben JAHR“ wird der Missbrauchsfilter 49 ausgelöst, was jedoch nicht schlimm ist. Siehe: Spezial:Missbrauchsfilter/49
Dies ist eine Liste von im zweiten Quartal 1985 verstorbenen bekannten Persönlichkeiten. Die Einträge erfolgen innerhalb der einzelnen Daten alphabetisch sortiert. Tiere sind im Nekrolog für Tiere zu finden.

## April
| Tag       | Name                             | Beruf, bekannt als                                                                       | Alter | Beleg |
| --------- | -------------------------------- | ---------------------------------------------------------------------------------------- | ----- | ----- |
| 1. April  | Wilhelm Brückner-Rüggeberg       | deutscher Dirigent                                                                       | 78    |       |
| 1. April  | Viktor Rausch                    | deutscher Bahnradfahrer                                                                  | 80    |       |
| 1. April  | Jonny Rieger                     | deutscher Schriftsteller                                                                 |       |       |
| 1. April  | Herman Roelstraete               | belgischer Komponist und Dirigent                                                        | 59    |       |
| 2. April  | William Stevenson                | US-amerikanischer Leichtathlet                                                           | 84    |       |
| 2. April  | Karl Tizian                      | österreichischer Politiker und Landtagspräsident von Vorarlberg                          | 69    |       |
| 3. April  | Heinrich Burkhardt               | deutscher Maler und Grafiker                                                             | 80    |       |
| 3. April  | Kurt Claußen-Finks               | deutscher Maler und Gebrauchsgrafiker                                                    | 71    |       |
| 3. April  | Helmut Niedermayr                | deutscher Formel-1-Fahrer                                                                | 69    |       |
| 3. April  | Oreco                            | brasilianischer Fußballspieler                                                           | 52    |       |
| 3. April  | Hans Sußmann                     | deutscher Widerstandskämpfer, Kommunalpolitiker und Lokalhistoriker                      | 87    |       |
| 4. April  | Ramón Alva de la Canal           | mexikanischer Maler                                                                      | 92    |       |
| 04. April | Georg von Boisman                | schwedischer Moderner Fünfkämpfer                                                        | 74    |       |
| 4. April  | Mildred Cram                     | US-amerikanische Drehbuchautorin und Schriftstellerin                                    | 95    |       |
| 4. April  | Waldemar Haberey                 | deutscher Ingenieur und Archäologe                                                       | 83    |       |
| 4. April  | Calvin S. Hall                   | US-amerikanischer Tiefenpsychologe und Traumwissenschaftler                              | 76    |       |
| 4. April  | Gerhard Harkenthal               | deutscher Jurist und Schriftsteller                                                      | 71    |       |
| 4. April  | Johann Manser                    | Schweizer Musiker und Volksmusikforscher                                                 | 68    |       |
| 4. April  | Vilma Mönckeberg-Kollmar         | deutsche Literaturwissenschaftlerin und Rezitatorin                                      | 92    |       |
| 4. April  | Hannes Sirola                    | finnischer Turner                                                                        | 94    |       |
| 4. April  | Hermann Strasburger              | deutscher Althistoriker                                                                  | 75    |       |
| 4. April  | Max Yavno                        | US-amerikanischer Fotograf                                                               | 73    |       |
| 5. April  | Hannes Schroll                   | österreichischer Skisportler                                                             | 75    |       |
| 5. April  | Karl Schuchardt                  | deutscher Mund-Kiefer- und Gesichtschirurg und Hochschullehrer                           | 83    |       |
| 5. April  | Gerhard Wilck                    | deutscher Befehlshaber im Zweiten Weltkrieg                                              | 86    |       |
| 6. April  | Karl Bunje                       | niederdeutscher Autor                                                                    | 87    |       |
| 6. April  | Arnold Daghani                   | rumänischer Maler                                                                        | 76    |       |
| 6. April  | Mark Lothar                      | deutscher Komponist                                                                      | 82    |       |
| 6. April  | Werner Mertes                    | deutscher Volkswirt und Politiker (FDP), MdB                                             | 65    |       |
| 6. April  | André Néron                      | französischer Mathematiker                                                               | 62    |       |
| 6. April  | Terence Sanders                  | britischer Ruderer                                                                       | 83    |       |
| 6. April  | Willi Stöppler                   | deutscher Verlagskaufmann, Journalist und Übersetzer lettischer Literatur ins Deutsche   | 79    |       |
| 6. April  | Stanisław Zaczyk                 | polnischer Schauspieler                                                                  | 61    |       |
| 7. April  | René Portocarrero                | kubanischer Maler, Illustrator und Keramiker                                             | 73    |       |
| 7. April  | Angela Rohr                      | österreichisch-sowjetische Ärztin und Schriftstellerin                                   | 95    |       |
| 7. April  | Carl Schmitt                     | deutscher Staatsrechtler und Philosoph                                                   | 96    |       |
| 7. April  | Carl Zerbe                       | deutscher Chemiker                                                                       | 91    |       |
| 8. April  | J. Fred Coots                    | US-amerikanischer Songwriter                                                             | 87    |       |
| 8. April  | Barbara Custance                 | kanadische Pianistin und Musikpädagogin                                                  | 75    |       |
| 8. April  | Boris Tichonowitsch Koschewnikow | russischer Komponist und Professor                                                       | 78    |       |
| 8. April  | Theodor Parisius                 | deutscher Verwaltungsjurist sowie preußischer Landrat                                    | 88    |       |
| 8. April  | Georg Scherer                    | deutscher Funktionshäftling im KZ Dachau und Politiker (KPD)                             | 79    |       |
| 8. April  | Adam Smith                       | US-amerikanischer Schwimmer                                                              | 81    |       |
| 9. April  | Ella Ehlers                      | deutsche Politikerin (KPD, SADP, SPD)                                                    | 80    |       |
| 9. April  | Sana'a Mehaidli                  | libanesisches Mitglied der Syrischen Sozial-Nationalistischen Partei                     | 16    |       |
| 9. April  | Karl Neumann                     | deutscher Kinder- und Jugendschriftsteller                                               | 68    |       |
| 9. April  | Benzion Moissejewitsch Wul       | russischer Physiker                                                                      | 81    |       |
| 10. April | Alfredo Duhalde                  | chilenischer Interims-Präsident                                                          | 86    |       |
| 10. April | Roberto Etchepareborda           | argentinischer Diplomat und Politiker                                                    | 61    |       |
| 10. April | Georg Geilke                     | deutscher Jurist                                                                         | 64    |       |
| 10. April | Franz Hammer                     | deutscher Schriftsteller, Publizist, Lektor, Literaturkritiker und Kulturfunktionär      | 76    |       |
| 10. April | Arthur Hübscher                  | deutscher Philosoph, Kulturwissenschaftler und Philologe                                 | 88    |       |
| 10. April | Klaus Scholder                   | deutscher Theologe, Professor für evangelische Kirchengeschichte in Tübingen             | 55    |       |
| 10. April | Eusebio Sempere                  | spanischer Maler                                                                         | 62    |       |
| 11. April | Bunny Ahearne                    | irischer Eishockeyfunktionär                                                             | 84    |       |
| 11. April | August Brunner                   | deutscher katholischer Theologe und Philosoph                                            | 91    |       |
| 11. April | André de Dienes                  | ungarischer Fotograf                                                                     | 71    |       |
| 11. April | Enver Hoxha                      | politischer Führer Albaniens                                                             | 76    |       |
| 11. April | Samuel K. McConnell              | US-amerikanischer Politiker                                                              | 84    |       |
| 11. April | Dervish Shaqa                    | albanischer Folkloresänger                                                               |       |       |
| 11. April | Catherine Stermann               | französische Schauspielerin                                                              | 35    |       |
| 11. April | Olga Tufnell                     | britische Archäologin                                                                    | 80    |       |
| 11. April | Fred Uhlman                      | deutscher Rechtsanwalt, Maler und Schriftsteller                                         | 84    |       |
| 12. April | Édouard Baumann                  | französischer Fußballspieler                                                             | 90    |       |
| 12. April | Gerhard Bosinski                 | deutscher evangelischer Theologe                                                         | 73    |       |
| 12. April | Joseph Kergoff                   | französischer Radrennfahrer                                                              | 79    |       |
| 12. April | Werner Klein                     | deutscher Politiker (SPD), MdL                                                           | 56    |       |
| 12. April | Seiji Miyaguchi                  | japanischer Schauspieler                                                                 | 71    |       |
| 12. April | Franz Mündel                     | deutscher Arzt und Präsident der Landesärztekammer Hessen (1956–1964)                    | 86    |       |
| 12. April | Morrie Roizman                   | US-amerikanischer Filmeditor und Dokumentarfilmer                                        | 72    |       |
| 12. April | Rolf Roth                        | schweizerischer Karikaturist, Maler und Schriftsteller                                   | 97    |       |
| 12. April | Vicente Sasot                    | spanischer Fußballspieler und -trainer                                                   | 67    |       |
| 13. April | Walter Bison                     | deutscher Theaterintendant, -schauspieler und -regisseur                                 | 71    |       |
| 13. April | Margarete Hielscher              | deutsche Ärztin und Euthanasietäterin                                                    | 85    |       |
| 13. April | Harold E. Hughes                 | US-amerikanischer Politiker                                                              |       |       |
| 13. April | Günther Kaußen                   | deutscher Betriebswirt und Immobilienkaufmann                                            |       |       |
| 13. April | Maurits Anne Lieftinck           | niederländischer Biologe und Zoologe                                                     | 80    |       |
| 13. April | Leo Reisinger                    | österreichischer Rechtsinformatiker und Wirtschaftsinformatiker                          | 41    |       |
| 13. April | Nadija Surowzowa                 | ukrainische Schriftstellerin, Historikerin, Philosophin und Übersetzerin                 | 89    |       |
| 13. April | Eryk Tatuś                       | deutscher und polnischer Fußballspieler                                                  | 70    |       |
| 14. April | Georg Ehrich                     | deutscher Politiker (CDU), MdL                                                           | 63    |       |
| 14. April | Helene Fahrni                    | Schweizer Sopranistin, Konzert- und Oratoriensängerin sowie Gesangspädagogin             | 83    |       |
| 14. April | Heinrich Tahedl                  | österreichischer Maler und Grafiker                                                      | 77    |       |
| 15. April | Jack Medica                      | US-amerikanischer Schwimmer                                                              | 70    |       |
| 15. April | Franz Paul                       | deutscher Politiker (NSDAP), MdR                                                         | 74    |       |
| 15. April | Hedevig Rasmussen-Gjørling       | dänische Schwimmerin                                                                     | 82    |       |
| 15. April | Gregor Sebba                     | US-amerikanischer Ökonom und Philosoph                                                   | 79    |       |
| 16. April | Ilona Bodden                     | deutsche Lyrikerin, Autorin und Übersetzerin                                             | 58    |       |
| 16. April | Scott Brady                      | US-amerikanischer Film- und Fernsehschauspieler                                          | 60    |       |
| 16. April | Wolfram Humperdinck              | deutscher Regisseur sowie Intendant                                                      | 91    |       |
| 16. April | Katharina Kern                   | deutsche Politikerin (SED), MdV                                                          | 84    |       |
| 16. April | Richard Pittioni                 | österreichischer Prähistoriker                                                           | 79    |       |
| 17. April | Lula Owl Gloyne                  | US-amerikanische Krankenschwester                                                        |       |       |
| 17. April | Charles Owen                     | US-amerikanischer Perkussionist und Musikpädagoge                                        | 72    |       |
| 17. April | Walter Weir                      | kanadischer Politiker                                                                    | 55    |       |
| 18. April | Johannes Balser                  | deutscher Diplomat                                                                       | 63    |       |
| 18. April | Gertrude Caton-Thompson          | britische Archäologin                                                                    | 97    |       |
| 18. April | Friedrich Kiefer                 | deutscher Biologe                                                                        | 87    |       |
| 18. April | Eugen Herbert Kuchenbuch         | deutscher Schauspieler, Intendant, Schriftsteller, Journalist und Hochschullehrer        | 94    |       |
| 18. April | Erich Scholtyseck                | deutscher Zoologe                                                                        | 66    |       |
| 18. April | Arturo Tanco                     | philippinischer Politiker                                                                |       |       |
| 19. April | Willie Mabon                     | US-amerikanischer Bluesmusiker                                                           | 59    |       |
| 19. April | Sergei Alexandrowitsch Tokarew   | sowjetischer Ethnologe und Religionswissenschaftler                                      | 85    |       |
| 20. April | Mimmo Dei                        | italienischer Rennstallbesitzer                                                          |       |       |
| 20. April | Franz Flaskamp                   | deutscher Historiker, Archivar und Autor                                                 | 94    |       |
| 20. April | Rudolf Gnägi                     | Schweizer Politiker                                                                      | 67    |       |
| 20. April | Anton Hiller                     | deutscher Bildhauer und Maler                                                            | 92    |       |
| 20. April | Maria Franziska Senninger        | deutsche Lehrerin, Dominikanerin und Mystikerin                                          | 66    |       |
| 20. April | Harold Smallwood                 | US-amerikanischer Leichtathlet                                                           | 70    |       |
| 20. April | Cornelis Zwikker                 | niederländischer Physiker                                                                | 84    |       |
| 21. April | Astrid Hjertenæs Andersen        | norwegische Schriftstellerin                                                             | 69    |       |
| 21. April | Rudi Gernreich                   | österreichisch-US-amerikanischer Modedesigner und Schwulenaktivist                       | 62    |       |
| 21. April | Joe Hembus                       | deutscher Filmkritiker, Filmhistoriker, Drehbuchautor und Filmdarsteller                 | 51    |       |
| 21. April | Irving Mills                     | US-amerikanischer Musikverleger, -produzent und Sänger                                   | 91    |       |
| 21. April | Tancredo Neves                   | brasilianischer Politiker                                                                | 75    |       |
| 21. April | Elinor von Wallerstein           | österreichische Schauspielerin                                                           | 78    |       |
| 21. April | Carl A. Wiley                    | US-amerikanischer Mathematiker und Ingenieur                                             | 66    |       |
| 22. April | Paul Hugh Emmett                 | US-amerikanischer Physikochemiker                                                        | 84    |       |
| 22. April | Alfred Charles Gimson            | britischer Anglist und Hochschullehrer                                                   | 67    |       |
| 22. April | Otto Erich Sigismund Heipertz    | deutscher Diplomat                                                                       | 71    |       |
| 22. April | Basile Khoury                    | syrischer Erzbischof                                                                     | 84    |       |
| 22. April | Jelena Alexandrowna Ljubimowa    | sowjetische Geologin und Geophysikerin                                                   | 59    |       |
| 22. April | Thomas Parry                     | walisischer Schriftsteller und Akademiker                                                | 80    |       |
| 22. April | Franz Schneider                  | deutscher Politiker (CVP, CDU), MdB                                                      | 64    |       |
| 22. April | José de Lima Siqueira            | brasilianischer Dirigent und Komponist                                                   | 77    |       |
| 22. April | Gregory Tschebotarioff           | US-amerikanischer Ingenieur                                                              | 86    |       |
| 23. April | Helmut Anders                    | deutscher Rechtswissenschaftler und Historiker                                           | 56    |       |
| 23. April | Oskar Burri                      | Schweizer Architekt und Innenarchitekt                                                   | 72    |       |
| 23. April | Fred Döderlein                   | deutscher Schauspieler                                                                   | 78    |       |
| 23. April | Erich Elsner                     | deutscher Bildhauer                                                                      | 74    |       |
| 23. April | Sam Ervin                        | US-amerikanischer Jurist und Politiker                                                   | 88    |       |
| 23. April | Sarah T. Hughes                  | US-amerikanische Juristin und Politikerin                                                | 88    |       |
| 23. April | Sergei Iossifowitsch Jutkewitsch | russischer Filmregisseur                                                                 | 80    |       |
| 23. April | Hans Lamm                        | deutscher Journalist, Präsident der Israelitischen Kultusgemeinde München und Oberbayern | 71    |       |
| 23. April | Friedrich Renner                 | deutscher Ingenieur, Geschäftsführer und Senator (Bayern), Mitglied der SPD              | 74    |       |
| 23. April | Kent Smith                       | US-amerikanischer Schauspieler                                                           | 78    |       |
| 23. April | Asbjørn Sunde                    | norwegischer Seemann, Kommunist und Widerstandskämpfer gegen den Nationalsozialismus     | 75    |       |
| 24. April | Harry Thomson Andrews            | südafrikanischer Diplomat                                                                | 87    |       |
| 24. April | Angela Daneu Lattanzi            | italienische Bibliothekarin und Künstlerin                                               | 83    |       |
| 24. April | Jitzchak Kahan                   | israelischer Jurist und Richter                                                          | 71    |       |
| 24. April | August Lechner                   | deutscher Politiker (KPD), MdL                                                           | 81    |       |
| 24. April | Franz Neuens                     | luxemburgischer Radrennfahrer                                                            | 72    |       |
| 24. April | Max Voegeli                      | Schweizer Schriftsteller                                                                 | 63    |       |
| 25. April | Spiru Chintilă                   | rumänischer Maler                                                                        | 63    |       |
| 25. April | Ioan Dragomir                    | rumänischer Geistlicher, Weihbischof in Maramureș                                        | 79    |       |
| 25. April | Richard Haydn                    | britischer Schauspieler                                                                  | 80    |       |
| 25. April | Zoltán Horusitzky                | ungarischer Komponist, Pianist und Musikpädagoge                                         | 81    |       |
| 25. April | Uku Masing                       | estnischer Lyriker, Theologe, Orientalist und Ethnologe                                  | 75    |       |
| 25. April | Murray Matheson                  | australischer Schauspieler                                                               | 72    |       |
| 25. April | Erich Schumann                   | deutscher Akustiker und Sprengstoffphysiker                                              | 87    |       |
| 25. April | Francis Parker Shepard           | US-amerikanischer Meeresgeologe                                                          | 87    |       |
| 25. April | Wolfram Petri                    | deutscher Maler und Grafiker                                                             | 60    |       |
| 26. April | Roberto Caló                     | argentinischer Tangopianist, Bandleader, Komponist, Sänger und Schauspieler              | 72    |       |
| 26. April | Yvonne Degraine                  | französische Schwimmerin                                                                 | 85    |       |
| 26. April | Josef von der Heide              | deutscher Politiker (Zentrum), MdL                                                       | 81    |       |
| 26. April | Lauri Kennedy                    | australischer Cellist                                                                    | 88    |       |
| 26. April | Adolf Maislinger                 | deutscher KZ-Häftling im KZ Dachau                                                       | 81    |       |
| 26. April | Albert Maltz                     | US-amerikanischer Drehbuchautor                                                          | 76    |       |
| 26. April | Albrecht von Mutius              | deutscher evangelischer Theologe                                                         | 69    |       |
| 26. April | Aurora Reyes Flores              | mexikanische Künstlerin                                                                  | 76    |       |
| 26. April | Hans Schell                      | deutscher Pflanzenbau- und Saatgutwissenschaftler                                        | 79    |       |
| 26. April | Heinz Woezel                     | deutscher Sänger                                                                         | 71    |       |
| 27. April | Wilhelm Abel                     | deutscher Wirtschaftshistoriker                                                          | 80    |       |
| 27. April | Heinrich Gattineau               | deutscher Volkswirt, SA-Führer und Direktor der I.G. Farben                              | 80    |       |
| 27. April | Amalie Halter-Zollinger          | Schweizer Schriftstellerin                                                               | 92    |       |
| 27. April | Friedrich Märker                 | deutscher Schriftsteller und Publizist                                                   | 92    |       |
| 27. April | Pierre Kamel Medawar             | israelischer Bischof                                                                     | 97    |       |
| 27. April | Reinhold Mühring                 | deutscher Politiker (SPD), MdL                                                           | 57    |       |
| 27. April | Placid J. Podipara               | christlicher Gelehrter                                                                   | 85    |       |
| 28. April | Hans Branig                      | deutscher Archivar und Historiker                                                        |       |       |
| 28. April | Carlos Dante                     | argentinischer Tangosänger und -komponist                                                | 79    |       |
| 28. April | Jaroslav Drbohlav                | tschechischer Schauspieler                                                               | 38    |       |
| 28. April | Georg Hopf                       | deutscher Journalist und Fernsehmoderator                                                | 45    |       |
| 28. April | Jean L’Hôte                      | französischer Filmregisseur, Drehbuchautor und Schriftsteller                            | 56    |       |
| 28. April | Werner Lierck                    | deutscher Schauspieler und Kabarettist                                                   | 65    |       |
| 28. April | Hoyt Ming                        | US-amerikanischer Old-Time-Musiker                                                       | 82    |       |
| 28. April | Frieda Otto                      | deutsche Bibliothekarin                                                                  | 73    |       |
| 28. April | Paul Rosenstein-Rodan            | österreichischer Ökonom                                                                  | 83    |       |
| 28. April | Tharsitius Senner                | österreichischer Ordensgeistlicher und Missionsbischof                                   | 89    |       |
| 29. April | Hubert Barwahser                 | niederländischer Flötist und Musikpädagoge                                               | 78    |       |
| 29. April | Karen Fredersdorf                | deutsche Sängerin und Schauspielerin                                                     | 92    |       |
| 30. April | Kurt Hahne                       | deutscher Filmproduktionsleiter                                                          | 78    |       |
| 30. April | Edgar Mountain                   | britischer Leichtathlet                                                                  | 84    |       |
| 30. April | Franco Ressel                    | italienischer Schauspieler                                                               | 60    |       |
| 30. April | Hans Speth                       | deutscher General der Artillerie im Zweiten Weltkrieg. Kommandant der 28. Jäger-Division | 87    |       |
| 30. April | Jules White                      | US-amerikanischer Filmproduzent und -regisseur                                           | 84    |       |
| April     | Georg Hilburger                  | deutscher Politiker (GB/BHE), MdL Bayern                                                 | 79    |       |
| April     | Otto Kaller                      | österreichischer Fußballspieler                                                          | 77    |       |

## Mai
| Tag     | Name                                     | Beruf, bekannt als                                                                                   | Alter | Beleg |
| ------- | ---------------------------------------- | --- | ----- | ----- |
| 1. Mai  | Ási í Bæ                                 | isländischer Schriftsteller                                                                          | 71    |       |
| 1. Mai  | Fritz Haid                               | deutscher Miniaturmaler, Zeichner und Aquarellmaler                                                  | 79    |       |
| 1. Mai  | George Pravda                            | tschechischer Schauspieler                                                                           | 66    |       |
| 2. Mai  | Attilio Bettega                          | italienischer Rallyefahrer                                                                           | 32    |       |
| 2. Mai  | Larry Clinton                            | US-amerikanischer Trompeter und Bandleader                                                           | 75    |       |
| 2. Mai  | Arthur Grunewald                         | deutscher Politiker (SPD), Oberbürgermeister von Wilhelmshaven                                       | 82    |       |
| 2. Mai  | Harold C. Ostertag                       | US-amerikanischer Politiker                                                                          | 88    |       |
| 2. Mai  | Karl Striebeck                           | deutscher Schauspieler und Intendant                                                                 | 80    |       |
| 3. Mai  | Horst Adamietz                           | deutscher Journalist                                                                                 | 69    |       |
| 3. Mai  | Max Langer                               | deutscher Maler                                                                                      | 87    |       |
| 3. Mai  | Jérôme-Théodore Lingenheim               | französischer Geistlicher, Bischof von Sokodé                                                        | 78    |       |
| 3. Mai  | Stasys Raštikis                          | litauischer Generalmajor, Generalstabschef und Publizist                                             | 88    |       |
| 3. Mai  | Percy Spender                            | australischer Politiker und Außenminister                                                            | 87    |       |
| 4. Mai  | Jan Appel                                | deutscher Politiker                                                                                  |       |       |
| 4. Mai  | Diez Brandi                              | deutscher Architekt                                                                                  | 84    |       |
| 4. Mai  | Harry Earles                             | deutscher Filmschauspieler und Zirkuskünstler                                                        |       |       |
| 4. Mai  | Karl Elgas                               | deutscher Politiker (KPD, SPD), MdR, MdA                                                             | 84    |       |
| 4. Mai  | Werner Sarstedt                          | deutscher Richter, Hochschullehrer                                                                   | 75    |       |
| 4. Mai  | Fikri Sönmez                             | türkischer Kommunalpolitiker, Bürgermeister des Bezirks Fatsa                                        |       |       |
| 5. Mai  | Carter Brown                             | australischer Kriminalautor                                                                          | 61    |       |
| 5. Mai  | Gino Buzzanca                            | italienischer Schauspieler                                                                           | 73    |       |
| 5. Mai  | Piet van Kempen                          | niederländischer Radrennfahrer                                                                       | 86    |       |
| 6. Mai  | Pete Desjardins                          | US-amerikanischer Turmspringer                                                                       | 78    |       |
| 6. Mai  | Erwin Domanig                            | österreichischer Mediziner, Statthalter des Ritterorden vom Heiligen Grab zu Jerusalem in Österreich | 87    |       |
| 6. Mai  | Karl Hossinger                           | deutscher Landespolitiker (KPD/SED)                                                                  | 80    |       |
| 6. Mai  | Klaus Tellenbach                         | deutscher Jurist und Politiker                                                                       | 83    |       |
| 7. Mai  | Dawn Addams                              | britische Schauspielerin                                                                             | 54    |       |
| 7. Mai  | Luis Arenal Bastar                       | mexikanischer Künstler                                                                               |       |       |
| 7. Mai  | Martin Beheim-Schwarzbach                | deutscher Schriftsteller                                                                             | 85    |       |
| 7. Mai  | Erich Klingelhöfer                       | deutscher Historiker                                                                                 | 66    |       |
| 7. Mai  | Carlos Mota Pinto                        | portugiesischer Politiker und Ministerpräsident Portugals                                            | 48    |       |
| 8. Mai  | Ulrich Dübber                            | deutscher Journalist und Politiker (SPD), MdB                                                        | 56    |       |
| 8. Mai  | Horst Geisel                             | deutscher Journalist und Politiker                                                                   | 51    |       |
| 8. Mai  | Karl Marx                                | deutscher Komponist und Musikpädagoge                                                                | 87    |       |
| 8. Mai  | Edmond O’Brien                           | US-amerikanischer Schauspieler                                                                       | 69    |       |
| 8. Mai  | Braulio Orejas-Miranda                   | uruguayischer Herpetologe, Naturschützer und Pädagoge                                                | 52    |       |
| 8. Mai  | Richard W. Richards                      | australischer Physiker, Lehrer und Polarforscher                                                     | 91    |       |
| 8. Mai  | Harry Snell                              | schwedischer Radrennfahrer                                                                           | 68    |       |
| 8. Mai  | Theodore Sturgeon                        | US-amerikanischer Science-Fiction-Autor                                                              | 67    |       |
| 9. Mai  | Mathias Sebastião Francisco Fernandes    | portugiesischer Geistlicher, Bischof von Mysore                                                      | 67    |       |
| 9. Mai  | Leslie Hale, Baron Hale                  | britischer Politiker, Mitglied des House of Commons                                                  | 82    |       |
| 9. Mai  | Svea Norén                               | schwedische Eiskunstläuferin                                                                         | 89    |       |
| 9. Mai  | Adriaan Paulen                           | niederländischer Präsident des Weltleichtathletikverbandes (1976 bis 1981)                           | 82    |       |
| 9. Mai  | Walter Schönheit                         | deutscher Kantor, Organist und Chorleiter                                                            | 57    |       |
| 10. Mai | Tahar Ben Ammar                          | tunesischer Politiker                                                                                | 95    |       |
| 10. Mai | Antonio Branca                           | Schweizer Formel-1-Rennfahrer                                                                        | 68    |       |
| 10. Mai | Wilhelm Generotzky                       | deutscher Kommunalpolitiker (SPD)                                                                    | 78    |       |
| 10. Mai | Werner Hahn                              | deutscher Politiker (CDU), MdL                                                                       | 61    |       |
| 10. Mai | Carl Hanser                              | deutscher Verleger                                                                                   | 83    |       |
| 10. Mai | Horst Lemke                              | deutscher Buchillustrator                                                                            | 62    |       |
| 10. Mai | Giulio Morelli                           | italienischer Dokumentarfilmer und Filmregisseur                                                     | 70    |       |
| 10. Mai | Alfred Schumann                          | deutscher Marineoffizier, zuletzt Flottenadmiral                                                     | 82    |       |
| 11. Mai | Wolf von Gersum                          | deutscher Schauspieler, Regisseur und Intendant                                                      | 59    |       |
| 11. Mai | Ria Ginster                              | deutsche Sängerin (Sopran) und Gesangspädagogin                                                      | 87    |       |
| 11. Mai | Chester Gould                            | US-amerikanischer Comicautor und -zeichner                                                           | 84    |       |
| 11. Mai | Piet van Mever                           | niederländischer Komponist                                                                           | 86    |       |
| 12. Mai | Rodolfo Arizaga                          | argentinischer Komponist                                                                             | 58    |       |
| 12. Mai | Jean Dubuffet                            | französischer Maler, Bildhauer, Collage- und Aktionskünstler                                         | 83    |       |
| 12. Mai | Bohdan Wodiczko                          | polnischer Dirigent und Musikpädagoge                                                                | 73    |       |
| 13. Mai | Selma Diamond                            | kanadische Schauspielerin und Drehbuchautorin                                                        | 64    |       |
| 13. Mai | Richard Donovan                          | US-amerikanischer Eisschnellläufer                                                                   | 83    |       |
| 13. Mai | Leatrice Joy                             | US-amerikanische Schauspielerin in der Stummfilm-Ära                                                 | 88    |       |
| 13. Mai | Marc Krasner                             | französischer Mathematiker                                                                           |       |       |
| 13. Mai | Vincent Leaphart                         | US-amerikanischer Gründer von MOVE                                                                   | 53    |       |
| 13. Mai | Alexander Alexandrowitsch Mikulin        | sowjetischer Triebwerkskonstrukteur                                                                  | 90    |       |
| 13. Mai | Mildred Scheel                           | deutsche Ärztin, Gattin von Walter Scheel, Gründerin der Deutschen Krebshilfe                        | 52    |       |
| 13. Mai | Franz Schneider                          | deutscher Volksschauspieler und Hörspielsprecher                                                     | 69    |       |
| 13. Mai | Richard Schrader                         | deutscher Politiker der (CDU)                                                                        | 73    |       |
| 14. Mai | Alexander Donnet, Baron Donnet of Balgay | britischer Gewerkschaftsfunktionär                                                                   | 68    |       |
| 14. Mai | María Luisa Escobar                      | venezolanische Komponistin, Pianistin und Sängerin                                                   | 81    |       |
| 14. Mai | Charles Leonard Hamblin                  | australischer Philosoph, Logiker und Computerpionier                                                 |       |       |
| 14. Mai | Felix Elieser Shinnar                    | israelischer Jurist und Diplomat                                                                     | 80    |       |
| 14. Mai | Ladislav Ženíšek                         | tschechischer Fußballspieler und Fußballtrainer                                                      | 81    |       |
| 15. Mai | Jackie Curtis                            | US-amerikanischer Bühnenautor, Schauspieler, Sänger und „Andy-Warhol-Superstar“                      | 38    |       |
| 15. Mai | Henri Germond                            | Schweizer evangelischer Geistlicher und Hochschullehrer                                              | 83    |       |
| 15. Mai | Paul Korde                               | deutscher Präsident des Posttechnischen Zentralamtes in Darmstadt                                    | 86    |       |
| 15. Mai | Gustav Läuppi                            | Schweizer Radrennfahrer                                                                              | 88    |       |
| 15. Mai | Peter Metz                               | deutscher Kunsthistoriker                                                                            | 83    |       |
| 15. Mai | Renato Olmi                              | italienischer Fußballspieler                                                                         | 70    |       |
| 15. Mai | Emerson Spencer                          | US-amerikanischer Sprinter und Olympiasieger                                                         | 78    |       |
| 15. Mai | Heinz Wemper                             | deutscher Schauspieler                                                                               | 81    |       |
| 16. Mai | Edgard De Caluwé                         | belgischer Radrennfahrer                                                                             | 71    |       |
| 16. Mai | Margaret Hamilton                        | US-amerikanische Schauspielerin                                                                      | 82    |       |
| 17. Mai | Hugh Burden                              | englischer Schauspieler und Dramatiker                                                               | 72    |       |
| 17. Mai | Abe Burrows                              | US-amerikanischer Autor, Dramatiker und Regisseur                                                    | 74    |       |
| 17. Mai | Eugen Dollmann                           | deutscher Diplomat und SS-Funktionär                                                                 | 84    |       |
| 17. Mai | Walther Kienast                          | deutscher Historiker                                                                                 | 88    |       |
| 17. Mai | Hans Plesch                              | deutscher Polizist, Jurist und SS-Führer                                                             | 80    |       |
| 18. Mai | Harald Andersson                         | schwedischer Leichtathlet                                                                            | 78    |       |
| 18. Mai | Hedley Bull                              | australischer Politologe, Professor für Internationale Beziehungen                                   | 52    |       |
| 18. Mai | Heleno Fragoso                           | brasilianischer Strafrechtler und Kriminologe                                                        | 59    |       |
| 18. Mai | Richard von Kienle                       | deutscher Linguist                                                                                   | 77    |       |
| 18. Mai | Victor Laager                            | Schweizer Unternehmer                                                                                | 84    |       |
| 18. Mai | Hermann Schridde                         | deutscher Springreiter                                                                               | 47    |       |
| 18. Mai | Erich Traub                              | deutscher Veterinärmediziner                                                                         | 78    |       |
| 18. Mai | Panagiotis Zepos                         | griechischer Rechtswissenschaftler und Politiker                                                     | 76    |       |
| 19. Mai | Georg Eilert                             | deutscher Schauspieler, Rundfunk- und Synchronsprecher                                               | 83    |       |
| 19. Mai | Konrad Kahl                              | Schweizer Innenarchitekt, Unternehmer, Literat                                                       | 71    |       |
| 19. Mai | Adolf Kargel                             | deutscher Journalist, Heimatforscher und Numismatiker                                                | 93    |       |
| 19. Mai | Alfredo Mayo                             | spanischer Schauspieler                                                                              | 74    |       |
| 19. Mai | Johannes Petzold                         | deutscher Kirchenmusiker, Komponist und Dozent                                                       | 72    |       |
| 19. Mai | Víctor Rodríguez Andrade                 | uruguayischer Fußballspieler                                                                         | 58    |       |
| 19. Mai | Hilding Rosenberg                        | schwedischer Dirigent und Komponist                                                                  | 92    |       |
| 19. Mai | Hein Timm                                | deutscher Volkssänger, Schriftsteller, Liedtexter und Komponist                                      | 76    |       |
| 19. Mai | Tapio Wirkkala                           | finnischer Grafiker, Innenarchitekt und Designer                                                     | 69    |       |
| 20. Mai | Heinz-Andreas Ehm                        | deutscher Schauspieler und Intendant                                                                 | 64    |       |
| 20. Mai | Franz Josef Hirt                         | Schweizer Pianist                                                                                    | 86    |       |
| 21. Mai | Marcel Lanquetuit                        | französischer Komponist, Organist und Pädagoge                                                       | 90    |       |
| 21. Mai | Willy Maywald                            | deutscher Fotograf                                                                                   | 77    |       |
| 21. Mai | Kurt Waitzmann                           | deutscher Schauspieler und Synchronsprecher                                                          | 82    |       |
| 21. Mai | Karl Weber                               | deutscher Politiker (CDU), MdB, Bundesjustizminister                                                 | 87    |       |
| 21. Mai | Erich Wessel                             | deutscher Maler und Grafiker                                                                         | 79    |       |
| 22. Mai | Paul Albrecht                            | deutscher Politiker (KPD), MdR                                                                       | 83    |       |
| 22. Mai | Otto Berger                              | deutscher Zahnarzt, Gerechter unter den Völkern                                                      | 85    |       |
| 22. Mai | Karl-Adolf Hollidt                       | deutscher Generaloberst, Oberbefehlshaber der 6. Armee                                               | 94    |       |
| 22. Mai | Franz Marx                               | österreichischer Politiker (ÖVP), Landtagsabgeordneter im Burgenland                                 | 62    |       |
| 22. Mai | Carlos Sylvestre de Ouro Preto           | brasilianischer Diplomat                                                                             | 68    |       |
| 22. Mai | Wolfgang Reitherman                      | US-amerikanischer Regisseur und Trickfilmzeichner                                                    | 75    |       |
| 22. Mai | Gábor von Vaszary                        | ungarischer Schriftsteller und Drehbuchautor                                                         | 87    |       |
| 23. Mai | Pedro Coronel Arroyo                     | mexikanischer Künstler                                                                               | 62    |       |
| 23. Mai | Lloyd Glenn                              | US-amerikanischer R&B- und Jazzmusiker und Musikproduzent                                            | 75    |       |
| 23. Mai | Otto Sill                                | deutscher Jazzmusiker und Fotograf                                                                   | 77    |       |
| 23. Mai | Georg Wagener                            | deutscher Politiker (NSDAP), MdR                                                                     | 86    |       |
| 24. Mai | Joe Darensbourg                          | US-amerikanischer Jazz-Klarinettist und Saxophonist                                                  | 78    |       |
| 24. Mai | A. R. McCabe                             | US-amerikanischer Politiker                                                                          | 88    |       |
| 24. Mai | Natalio Perinetti                        | argentinischer Fußballspieler                                                                        | 84    |       |
| 25. Mai | Ludwig Anschütz                          | deutscher Schauspieler und Hörspielsprecher                                                          | 83    |       |
| 25. Mai | Walter Elliger                           | deutscher evangelischer Theologe und Kirchenhistoriker                                               | 81    |       |
| 25. Mai | Herta Hammerbacher                       | deutsche Landschaftsarchitektin                                                                      | 84    |       |
| 25. Mai | Johannes Holthusen                       | deutscher Slawist und Hochschullehrer                                                                | 60    |       |
| 25. Mai | Karl Neubauer                            | österreichischer Politiker (ÖVP), Landtagsabgeordneter                                               | 64    |       |
| 25. Mai | Fred Rodrian                             | deutscher Verlagsleiter und Kinderbuchautor                                                          | 58    |       |
| 25. Mai | Fritz Stastny                            | deutsch-österreichischer Chemie-Ingenieur und Erfinder                                               | 77    |       |
| 25. Mai | Don Wallace                              | US-amerikanischer Radiopionier                                                                       | 86    |       |
| 25. Mai | Alois Wey                                | Schweizer Dachdecker und Zeichner                                                                    | 90    |       |
| 26. Mai | Bruno Fricke                             | deutscher politischer Aktivist (NSDAP, Schwarze Front)                                               | 84    |       |
| 26. Mai | Harold Hecht                             | US-amerikanischer Filmproduzent                                                                      | 77    |       |
| 26. Mai | Hendrika van Rumt                        | niederländische Turnerin                                                                             | 87    |       |
| 26. Mai | Karl Treutwein                           | deutscher Heimatforscher und Autor                                                                   | 64    |       |
| 27. Mai | Skeeter Best                             | US-amerikanischer Jazzgitarrist                                                                      | 70    |       |
| 27. Mai | Marianne Rath                            | österreichische Glaskünstlerin                                                                       | 81    |       |
| 27. Mai | Hans Eggert Schröder                     | deutscher Autor, Privatgelehrter, Verlagsberater und Herausgeber                                     | 79    |       |
| 27. Mai | Archie Stark                             | US-amerikanischer Fußballspieler                                                                     | 87    |       |
| 28. Mai | Georges Devereux                         | US-amerikanischer Ethnologe und Psychoanalytiker                                                     | 76    |       |
| 28. Mai | Nils Nobach                              | deutscher Komponist                                                                                  | 66    |       |
| 28. Mai | Robert Paschke                           | deutscher Arzt und Studentenhistoriker                                                               | 79    |       |
| 28. Mai | Terence Prittie                          | Journalist und Autor                                                                                 | 71    |       |
| 28. Mai | Loren L. Ryder                           | US-amerikanischer Tontechniker                                                                       | 85    |       |
| 28. Mai | Emil Sander                              | deutscher Politiker (KPD), MdL                                                                       | 79    |       |
| 28. Mai | Denis Ronald Sherman                     | englischer Schriftsteller                                                                            |       |       |
| 28. Mai | Șerban Țițeica                           | rumänischer Physiker                                                                                 | 77    |       |
| 28. Mai | Erich Trautsch                           | deutscher Bauunternehmer                                                                             | 81    |       |
| 29. Mai | Henry Guerlac                            | US-amerikanischer Wissenschaftshistoriker                                                            | 74    |       |
| 29. Mai | Max Lemke                                | deutscher Offizier, zuletzt Generalmajor im Zweiten Weltkrieg                                        | 90    |       |
| 29. Mai | Gunnar Nielsen                           | dänischer Mittelstreckenläufer                                                                       | 57    |       |
| 29. Mai | Heinrich Northe                          | deutscher Diplomat                                                                                   | 76    |       |
| 29. Mai | Roland Oetter                            | deutscher Gitarrenbauer                                                                              | 35    |       |
| 29. Mai | Mario Revelli di Beaumont                | italienischer Motorradrennfahrer und Fahrzeugdesigner                                                | 77    |       |
| 29. Mai | David Rokeah                             | israelischer Dichter                                                                                 | 68    |       |
| 29. Mai | Heinz Schulze                            | deutscher Modedesigner                                                                               | 77    |       |
| 30. Mai | Olga Nikolajewna Anstej                  | russische Schriftstellerin, Lyrikerin und Übersetzerin                                               | 73    |       |
| 30. Mai | Gustav Jaenecke                          | deutscher Eishockey- und Tennisspieler                                                               | 77    |       |
| 30. Mai | Talbot Jennings                          | US-amerikanischer Drehbuchautor                                                                      | 90    |       |
| 30. Mai | Hannelotte Reiffen                       | deutsche evangelische Theologin                                                                      | 78    |       |
| 31. Mai | Åke Blomström                            | schwedischer Hörfunkjournalist                                                                       | 53    |       |
| 31. Mai | Eugen Gerards                            | deutscher Landwirt, Politiker (CDU), MdL                                                             | 81    |       |
| 31. Mai | Götz Kozuszek                            | deutscher Dramaturg und Komponist                                                                    | 78    |       |
| 31. Mai | Käthe Kluth                              | deutsche Philologin und Anglistin                                                                    | 85    |       |
| 31. Mai | Remigius Netzer                          | deutscher Maler, Übersetzer und Grafiker                                                             | 69    |       |
| 31. Mai | Louis Robert                             | französischer Epigraphiker                                                                           | 81    |       |
| 31. Mai | Rein de Waal                             | niederländischer Hockeyspieler                                                                       | 80    |       |
| Mai     | Horatio Fitch                            | US-amerikanischer Leichtathlet                                                                       | 84    |       |
| Mai     | Edyth Foley                              | britische Motorradrennfahrerin                                                                       | 84    |       |
| Mai     | William Miller                           | US-amerikanischer Ruderer                                                                            | 80    |       |
| Mai     | Carl Pott                                | deutscher Fabrikant und Industriedesigner                                                            |       |       |

## Juni
| Tag      | Name                             | Beruf, bekannt als                                                                                              | Alter | Beleg |
| -------- | -------------------------------- | --- | ----- | ----- |
| 1. Juni  | Ines Alfani-Tellini              | italienische Opernsängerin (Sopran) und Gesangspädagogin                                                        | 89    |       |
| 1. Juni  | Herbert David                    | sudetendeutscher Jurist, Politiker (NSDAP), MdR und SS-Führer                                                   | 85    |       |
| 1. Juni  | Richard Greene                   | britischer Schauspieler                                                                                         | 66    |       |
| 1. Juni  | Maria Neuhauser-Loibl            | österreichische Lyrikerin, Übersetzerin und Schriftstellerin                                                    | 79    |       |
| 1. Juni  | Marija Knebel                    | russische bzw. sowjetische Schauspielerin, Regisseurin und Hochschullehrerin                                    | 87    |       |
| 1. Juni  | Gaston Rébuffat                  | französischer Bergsteiger                                                                                       | 64    |       |
| 1. Juni  | Anita Sharp-Bolster              | irische Schauspielerin                                                                                          | 89    |       |
| 2. Juni  | George Brown                     | britischer Politiker                                                                                            | 70    |       |
| 2. Juni  | Mark W. Hannaford                | US-amerikanischer Politiker                                                                                     | 60    |       |
| 2. Juni  | Franz Korinek                    | österreichischer Politiker und Minister                                                                         | 78    |       |
| 2. Juni  | Leonhard Küppers                 | deutscher Priester, Kunsthistoriker und Schriftsteller                                                          | 82    |       |
| 2. Juni  | Andri Peer                       | Schweizer Schriftsteller                                                                                        | 63    |       |
| 03. Juni | Tjeerd Boersma                   | niederländischer Leichtathlet                                                                                   | 70    |       |
| 3. Juni  | William F. Buckley               | US-amerikanischer CIA-Agent                                                                                     | 57    |       |
| 3. Juni  | Karl Obermayr                    | bayerischer Volksschauspieler                                                                                   | 54    |       |
| 3. Juni  | Fritz Salm                       | deutscher Politiker (KPD, DKP), MdL                                                                             | 71    |       |
| 4. Juni  | Gilbert Lély                     | französischer Dichter, Schriftsteller und Surrealist                                                            | 81    |       |
| 4. Juni  | Samuel Segal, Baron Segal        | britischer Politiker, Mitglied des House of Commons und Mediziner                                               | 83    |       |
| 5. Juni  | Josef Böck                       | österreichischer Ophthalmologe                                                                                  | 83    |       |
| 5. Juni  | Siegfried Freiberg               | österreichischer Bibliothekar und Schriftsteller                                                                | 84    |       |
| 5. Juni  | Konstantin von Haffner           | deutscher Zoologe                                                                                               | 90    |       |
| 5. Juni  | Fred Marshall                    | US-amerikanischer Politiker                                                                                     | 79    |       |
| 5. Juni  | Diarmaid Ó Súilleabháin          | irischer Schriftsteller                                                                                         | 52    |       |
| 5. Juni  | Josef Maria Reuß                 | deutscher Geistlicher, Weihbischof in Mainz                                                                     | 78    |       |
| 5. Juni  | Friedrich Sperl                  | deutscher Wirtschaftsfachmann                                                                                   | 88    |       |
| 5. Juni  | Johanna Wolf                     | deutsche Privatsekretärin Adolf Hitlers                                                                         | 85    |       |
| 6. Juni  | Willy Bocklant                   | belgischer Radsportler                                                                                          | 44    |       |
| 6. Juni  | Raymond Hull                     | britisch-kanadischer Schriftsteller                                                                             | 66    |       |
| 6. Juni  | Vladimir Jankélévitch            | französischer Philosoph                                                                                         | 81    |       |
| 6. Juni  | Leonard Lake                     | US-amerikanischer Serienmörder                                                                                  |       |       |
| 6. Juni  | Heinz Lehmann                    | deutscher Historiker und Anglist                                                                                | 77    |       |
| 6. Juni  | Kurt Ranke                       | deutscher Germanist und Volkskundler, Erzählforscher                                                            | 77    |       |
| 6. Juni  | Peter Scherk (Mathematiker)      | deutsch-kanadischer Mathematiker                                                                                | 74    |       |
| 6. Juni  | Elisabeth Vormeyer               | deutsche Politikerin (CDU), Mitbegründerin des Deutschen Frauenringes, Mitbegründerin und Vorsitzende des La... | 91    |       |
| 6. Juni  | Norman W. Walker                 | US-amerikanischer Geschäftsmann und Autor                                                                       | 99    |       |
| 7. Juni  | Rudolf Burkert                   | tschechischer Skisportler                                                                                       | 80    |       |
| 7. Juni  | Georgia Hale                     | US-amerikanische Schauspielerin                                                                                 | 84    |       |
| 7. Juni  | Max Michallek                    | deutscher Fußballspieler                                                                                        | 62    |       |
| 8. Juni  | Afet İnan                        | türkische Historikerin und ein Soziologin                                                                       |       |       |
| 8. Juni  | Fritz Keller                     | französischer Fußballspieler                                                                                    | 71    |       |
| 8. Juni  | Charles Le Maire                 | US-amerikanischer Kostümdesigner                                                                                | 88    |       |
| 8. Juni  | Hellmut Walters                  | tschechisch-deutscher Schriftsteller                                                                            | 55    |       |
| 9. Juni  | Gerhard Grimpe                   | deutscher Musikpädagoge, Chorleiter und Komponist                                                               |       |       |
| 9. Juni  | Alfons Lutz                      | Schweizer Apotheker und Pharmaziehistoriker                                                                     | 81    |       |
| 9. Juni  | Homer L. Pearson                 | US-amerikanischer Politiker                                                                                     | 84    |       |
| 9. Juni  | Walter Franz Uhsadel             | deutscher Religionspädagoge und Professor für praktische Theologie                                              | 84    |       |
| 9. Juni  | Benno Walldorf                   | deutscher Maler und Grafiker                                                                                    | 57    |       |
| 10. Juni | Anton Duschek                    | österreichischer Schauspieler                                                                                   | 59    |       |
| 10. Juni | Carlos Puig                      | uruguayischer Politiker                                                                                         |       |       |
| 11. Juni | Franz Bareiter                   | deutscher Politiker (FDP), MdL                                                                                  | 82    |       |
| 11. Juni | Erich Eichele                    | deutscher evangelischer Theologe und Landesbischof                                                              | 81    |       |
| 11. Juni | Karen Ann Quinlan                | US-amerikanische Komapatientin, die aufgrund rechtlicher Auseinandersetzungen um ihr Leben in den Medien prä... | 31    |       |
| 12. Juni | Dino Barsotti                    | italienischer Ruderer                                                                                           | 82    |       |
| 12. Juni | Richard Bottler                  | deutscher Diplomat                                                                                              | 81    |       |
| 12. Juni | Hua Luogeng                      | chinesischer Mathematiker                                                                                       | 74    |       |
| 12. Juni | Dominique Laffin                 | französische Schauspielerin                                                                                     | 33    |       |
| 12. Juni | Helmuth Plessner                 | deutscher Philosoph und Soziologe sowie ein Hauptvertreter der Philosophischen Anthropologie                    | 92    |       |
| 12. Juni | Pierre Tal-Coat                  | französischer Maler                                                                                             | 79    |       |
| 12. Juni | Hansjürgen Weidlich              | deutscher Schriftsteller und Entertainer                                                                        | 80    |       |
| 13. Juni | Dorothy Donaldson Buchanan       | schottische Bauingenieurin                                                                                      | 85    |       |
| 13. Juni | Hans-Heinrich Reckeweg           | deutscher Arzt                                                                                                  | 80    |       |
| 13. Juni | Reinhold von Sengbusch           | deutscher Botaniker                                                                                             | 87    |       |
| 15. Juni | Georges Bonello                  | französischer Fußballspieler                                                                                    | 86    |       |
| 15. Juni | Karl Wilhelm Clauberg            | deutscher Hygieniker, Bakteriologe und Hochschullehrer                                                          | 91    |       |
| 15. Juni | Adolf Gasser                     | Schweizer Historiker                                                                                            | 81    |       |
| 15. Juni | Inoue Yūichi                     | japanischer Maler und Kalligraph                                                                                | 69    |       |
| 15. Juni | Martín Legarra Tellechea         | spanischer Ordensgeistlicher, Bischof von Santiago de Veraguas                                                  | 75    |       |
| 15. Juni | Andy Stanfield                   | US-amerikanischer Sprinter und Olympiasieger                                                                    | 57    |       |
| 15. Juni | Robert Stethem                   | US-amerikanischer Taucher der United States Navy                                                                | 23    |       |
| 15. Juni | Norbert Tietz                    | deutscher Politiker (CDU)                                                                                       | 42    |       |
| 15. Juni | Rolf Trexler                     | deutscher Puppenspieler                                                                                         | 78    |       |
| 15. Juni | Jakob Weinbacher                 | österreichischer Bischof, Weihbischof in Wien                                                                   | 83    |       |
| 16. Juni | John Y. Brown senior             | US-amerikanischer Politiker                                                                                     | 85    |       |
| 16. Juni | Elias Coueter                    | syrischer Geistlicher, Bischof für die Melkiten in Brasilien                                                    | 88    |       |
| 16. Juni | Alexis FitzGerald senior         | irischer Politiker                                                                                              |       |       |
| 16. Juni | Ceno Kosak                       | österreichischer Architekt, Bühnenbildner, Gestalter und Maler                                                  | 80    |       |
| 16. Juni | Alois Mertes                     | deutscher Diplomat, Politiker (CDU) und von 1982 bis zu seinem Tode Staatsminister im Auswärtigen Amt           | 63    |       |
| 16. Juni | Hella Nebelung                   | deutsche Balletttänzerin und Galeristin                                                                         | 73    |       |
| 16. Juni | Heinrich Oechslin                | Schweizer Richter und Politiker (CVP)                                                                           | 71    |       |
| 16. Juni | Harry Oliver                     | kanadischer Eishockeyspieler                                                                                    | 85    |       |
| 17. Juni | John Boulting                    | britischer Filmproduzent, Regisseur und Drehbuchautor                                                           | 71    |       |
| 17. Juni | James Cyriax                     | britischer Arzt                                                                                                 | 80    |       |
| 17. Juni | Pieter De Somer                  | flämischer Mediziner und Biologe                                                                                | 67    |       |
| 17. Juni | Ole Ishøy                        | dänischer Schauspieler                                                                                          | 51    |       |
| 17. Juni | Czesław Marek                    | polnischer Komponist und Pianist                                                                                | 93    |       |
| 17. Juni | Fritz Morzik                     | deutscher Pilot und Offizier, zuletzt Generalmajor                                                              | 93    |       |
| 17. Juni | Kirill Semjonowitsch Moskalenko  | russischer Militär, Marschall der Sowjetunion                                                                   | 83    |       |
| 17. Juni | Taniguchi Masaharu               | japanischer Autor, Neugeistler und Gründer der religiösen Bewegung „Seichō no Ie“                               | 91    |       |
| 18. Juni | Paul Colin                       | französischer Gebrauchsgrafiker, Dekorateur und Maler                                                           | 92    |       |
| 18. Juni | Edith Golinski                   | deutsche Lyrikerin und Märchenautorin                                                                           | 72    |       |
| 18. Juni | Ludwig Hilmar Kresse             | deutscher Bauingenieur und Architekt                                                                            | 71    |       |
| 18. Juni | Konrad Radunski                  | deutscher SS-Führer und -Funktionär                                                                             | 78    |       |
| 19. Juni | Myran Eknayan                    | Diamantenhändler und Kunstsammler                                                                               | 92    |       |
| 19. Juni | Ilka Gedő                        | ungarische Grafikerin und Malerin                                                                               | 64    |       |
| 19. Juni | Maja Wladimirowna Kristalinskaja | sowjetische Popsängerin                                                                                         | 53    |       |
| 19. Juni | Bernardus Hendrikus Stolte       | niederländischer Althistoriker und Altphilologe                                                                 | 72    |       |
| 20. Juni | Eduard Clasen                    | deutscher Politiker (SPD), MdL                                                                                  | 84    |       |
| 20. Juni | Kaspar Germann                   | deutscher Schriftsteller                                                                                        | 71    |       |
| 20. Juni | Wilhelm von Grolman              | deutscher Politiker (NSDAP), MdR, SS- und SA-Führer sowie Polizeipräsident                                      | 90    |       |
| 20. Juni | Willi Werner Macke               | deutscher Rechtswissenschaftler und Staatswissenschaftler, Politiker (CDU), Oberbürgermeister von Koblenz (1... | 71    |       |
| 20. Juni | Walter Pissecker                 | österreichischer Fernsehjournalist und Textautor                                                                | 55    |       |
| 21. Juni | Carl Andresen                    | deutscher Evangelischer Theologe und Kirchenhistoriker                                                          | 75    |       |
| 21. Juni | Bruno Brandes                    | deutscher Jurist und Politiker (CDU), MdL, MdB                                                                  | 75    |       |
| 21. Juni | Werner Drewes                    | deutsch-amerikanischer Maler und Druckgrafiker                                                                  | 85    |       |
| 21. Juni | Tage Erlander                    | schwedischer Politiker, Mitglied des Riksdag, Ministerpräsident                                                 | 84    |       |
| 21. Juni | Jakob Eschbach                   | deutscher Kommunalpolitiker                                                                                     | 70    |       |
| 21. Juni | Marianne Frostig                 | österreichische Sozialarbeiterin, Lehrerin und Psychologin                                                      | 79    |       |
| 21. Juni | Hermann Haller                   | Schweizer Filmeditor, Filmregisseur und Drehbuchautor                                                           | 75    |       |
| 21. Juni | Heiner Kreuzer                   | deutscher Politiker (SPD), MdL                                                                                  | 41    |       |
| 21. Juni | Charles Wojtkoski                | US-amerikanischer Comicautor und -zeichner                                                                      | 63    |       |
| 22. Juni | Pierre Delaire                   | französischer Schriftsteller                                                                                    | 65    |       |
| 22. Juni | Edith Eucken-Erdsiek             | deutsche Kulturphilosophin und Schriftstellerin                                                                 | 89    |       |
| 22. Juni | Josef Famula                     | deutscher Fußballspieler                                                                                        | 65    |       |
| 22. Juni | Hanns Swarzenski                 | deutscher Kunsthistoriker                                                                                       | 81    |       |
| 23. Juni | Ilka Boll                        | deutsch-polnische Theaterdramaturgin, Übersetzerin und Regisseurin                                              |       |       |
| 23. Juni | Ernst von Caemmerer              | deutscher Rechtswissenschaftler                                                                                 | 77    |       |
| 23. Juni | Karl Hetz                        | deutscher Ingenieur, Politiker (SED), Reichsbahndirektor                                                        | 78    |       |
| 23. Juni | Cecil Isbell                     | US-amerikanischer American-Football-Spieler und -Trainer                                                        | 69    |       |
| 23. Juni | Hubert Schulze Pellengahr        | deutscher Politiker (Zentrum, CDU), MdB und Landrat                                                             | 85    |       |
| 24. Juni | Maria Fagyas                     | ungarisch-US-amerikanische Schriftstellerin                                                                     | 80    |       |
| 24. Juni | Walter Herzger                   | deutscher Grafiker und Maler                                                                                    |       |       |
| 24. Juni | Hans Mariacher                   | österreichischer Skispringer                                                                                    | 74    |       |
| 24. Juni | Pete McArdle                     | US-amerikanischer Langstreckenläufer irischer Herkunft                                                          | 56    |       |
| 24. Juni | Wilhelm J. Steiner               | österreichischer Rundfunkautor und Mundartdichter                                                               | 67    |       |
| 24. Juni | Herbert Stiller                  | deutscher Facharzt für Neurologie, Psychiatrie und Psychotherapie                                               | 61    |       |
| 25. Juni | Pee Wee Crayton                  | US-amerikanischer Bluesmusiker                                                                                  | 70    |       |
| 25. Juni | Morris Odell Mason               | US-amerikanischer Mörder                                                                                        | 31    |       |
| 26. Juni | Erwin Albrecht                   | deutscher Jurist, Richter im Dritten Reich und saarländischer Politiker (CDU), MdL                              | 85    |       |
| 26. Juni | Felix Hermann                    | Geologe und Schriftsteller                                                                                      | 77    |       |
| 27. Juni | William Evans, Baron Energlyn    | britischer Geologe                                                                                              | 72    |       |
| 27. Juni | Grete Hinterhofer                | österreichische Pianistin, Musikpädagogin und Komponistin                                                       | 85    |       |
| 27. Juni | Preston E. Peden                 | US-amerikanischer Politiker                                                                                     | 70    |       |
| 27. Juni | João Pozzobon                    | brasilianischer Diakon und Missionar und Initiator der Kampagne der Pilgernden Gottesmutter                     | 80    |       |
| 27. Juni | Elias Sarkis                     | libanesischer Verwaltungsjurist und Präsident                                                                   | 60    |       |
| 28. Juni | Oldřich J. Blažíček              | tschechischer Kunsthistoriker                                                                                   | 70    |       |
| 28. Juni | James Craig                      | US-amerikanischer Schauspieler                                                                                  | 73    |       |
| 28. Juni | Jürgen Kleine                    | deutscher Klassischer Archäologe                                                                                | 47    |       |
| 28. Juni | Kalle Matilainen                 | finnischer Leichtathlet                                                                                         | 85    |       |
| 28. Juni | Mischa Spoliansky                | russisch-britischer Komponist (Revue, Filmmusik)                                                                | 86    |       |
| 28. Juni | Lynd Ward                        | US-amerikanischer Künstler und Autor                                                                            | 80    |       |
| 29. Juni | Heinrich Barthelmes              | deutscher Komponist, Organist und Musikpädagoge                                                                 | 75    |       |
| 29. Juni | Walter Rudi Wand                 | deutscher Jurist und Richter des Bundesverfassungsgerichts                                                      | 56    |       |
| 30. Juni | Erich Bauereisen                 | deutscher Physiologe und Gynäkologe                                                                             | 72    |       |
| 30. Juni | Max-Josef Pemsel                 | deutscher Offizier, zuletzt Generalleutnant der Bundeswehr                                                      | 88    |       |
| 30. Juni | Ralf Philipp                     | deutscher Eishockeyspieler                                                                                      | 18    |       |
| 30. Juni | Haruo Remeliik                   | palauischer Politiker mit japanischen Wurzeln                                                                   | 52    |       |
| 30. Juni | Ehrengard Schramm                | deutsche Politikerin (SPD), MdL                                                                                 | 84    |       |
| 30. Juni | Otto Sonnleitner                 | deutscher Bildhauer                                                                                             | 78    |       |
| 30. Juni | Hans-Otto Wüster                 | deutscher Physiker                                                                                              | 58    |       |